# Mizsei Kálmán
Mizsei Kálmán (Budapest, 1955. június 8. –) magyar közgazdász, diplomata. A közgazdaságtudományok kandidátusa (1986).

## Életpályája
1974–1979 között a Marx Károly Közgazdaságtudományi Egyetem hallgatója volt. 1979–1991 között a Magyar Tudományos Akadémia Világgazdasági Kutatóintézetének tudományos munkatársa és igazgató-helyettese volt. 1984-ben doktorált közgazdaságtanból. 1990–1992 között a Magyar Nemzeti Bank elnökségi tanácsadója volt. 1991-ben az ENSZ Egyesület munkatársa volt. 1991–1995 között a Budapest Bank igazgatótanácsának tagja volt. 1992–1995 között a New York-i Kelet-Nyugati Biztonsági Kutatóintézet projektvezető alelnöke volt. 1995–1997 között a Magyar Export-Import Bank Rt. és a Magyar Exporthitel Biztosító Rt. igazgatótanácsának elnöke volt. 1997–2001 között az AIG Global Investment Group regionális befeketési igazgatója volt. 2001–2006 között az UNDP regionális igazgatójaként és az ENSZ főtitkár-helyetteseként dolgozott. 2006 óta a Közép-európai Egyetemen tanít. 2007–2011 között az Európai Unió moldáviai különmegbízottja volt. 2014-ben nevezték ki az ukrajnai polgári biztonsági ágazat reformjával foglalkozó uniós tanácsadó misszió (EUAM Ukraine) vezetőjévé. 2019-ben csatlakozott az Európai Unió magas szintű tanácsadói missziójához, hogy segítse a moldovai kormányt a reintegrációs politika megerősítésében.

## Művei
- Lengyelország: Válságok, reformpótlékok és reformok (1990)
- Creating Market Oriented Banking Sectors for Economies in Transition (társszerző, 1997)

## Fordítás
- Ez a szócikk részben vagy egészben  a   Kálmán Mizsei című angol Wikipédia-szócikk ezen változatának fordításán alapul.  Az eredeti cikk szerkesztőit annak laptörténete sorolja fel. Ez a jelzés csupán a megfogalmazás eredetét és a szerzői jogokat jelzi, nem szolgál a cikkben szereplő információk forrásmegjelöléseként.